# 富山ベースボールクラブ
富山ベースボールクラブ（とやまベースボールクラブ）は、富山県富山市に本拠地を置き、日本野球連盟に所属する社会人野球のクラブチームである。

## 概要
富山市には北陸銀行が1953年に立ち上げた『北陸銀行硬式野球部』があり、北信越を代表する強豪の企業チームとして全国大会にも数多く出場していた。経営状況等の事情から2000年に企業チームからクラブチームの『北銀クラブ』に形態を変えるも、2003年オフに解散した。
そこでOBや有志たちが、富山市から硬式野球チームをなくさないとの目標から、2004年に『富山ベースボールクラブ』を立ち上げ、同年4月10日付けでクラブチームとして日本野球連盟に加盟した。現在、北銀クラブ出身者は数人しかおらず、ほとんどが地元高校・大学の出身者で占められている。
2005年、クラブ選手権に初出場し、優勝10回を誇る強豪・全足利クラブを破るなど快進撃を見せ、初出場ながらベスト4入りした。
2017年、都市対抗野球の北信越2次予選でJR新潟とバイタルネットを破り決勝に進出した。都市対抗野球初出場まであと1歩であったが、伏木海陸運送に0-6で敗れた。

## 沿革
- 2003年 - 北銀クラブ（旧：北陸銀行硬式野球部）が廃部。
- 2004年 - OBや有志が『富山ベースボールクラブ』を発足させ、日本野球連盟にクラブチームとして加盟。
- 2005年 - クラブ選手権に初出場（4強）。

## 主要大会の出場歴・最高成績
- 全日本クラブ野球選手権：出場4回、4強1回（2005年）
- ナショナルクラブベースボールシリーズ：出場1回、優勝1回（2007年）

## 元プロ野球選手の競技者登録
- 長谷川尚生（元：阪神タイガース） - コーチ→退団
- 竹嶋祐貴（元：読売ジャイアンツ） - 投手→退団